# San Francesco d'Assisi a Ripa Grande (titolo cardinalizio)
San Francesco d'Assisi a Ripa Grande (in latino: Titulus Sancti Francisci Assisiensis ad Ripam Maiorem) è un titolo cardinalizio istituito da papa Giovanni XXIII il 12 marzo 1960 con la costituzione apostolica Cum ob peculiaris. Il titolo insiste sulla chiesa di San Francesco a Ripa, sita nel rione Trastevere e sede parrocchiale dal 6 gennaio 1906.
Dal 21 febbraio 1998 il titolare è il cardinale Norberto Rivera Carrera, arcivescovo emerito di Città del Messico.

## Titolari
- Laurean Rugambwa (31 marzo 1960 - 8 dicembre 1997 deceduto)
- Norberto Rivera Carrera, dal 21 febbraio 1998